# دوستان همسفر ۲
دوستان تعطیلات ۲ یا دوستان همسفر ۲ (به انگلیسی: Vacation Friends 2) فیلمی محصول سال ۲۰۲۳ و به کارگردانی کلی تارور است. در این فیلم بازیگرانی همچون لیل رل هاوری، ایوان اورجی، جان سینا، مردیت هاگنر، استیو بوشمی، رونی چنگ و جمی هکتور ایفای نقش کرده‌اند.
این فیلم دنباله فیلم دوستان تعطیلات است.